# 水谷川忠起

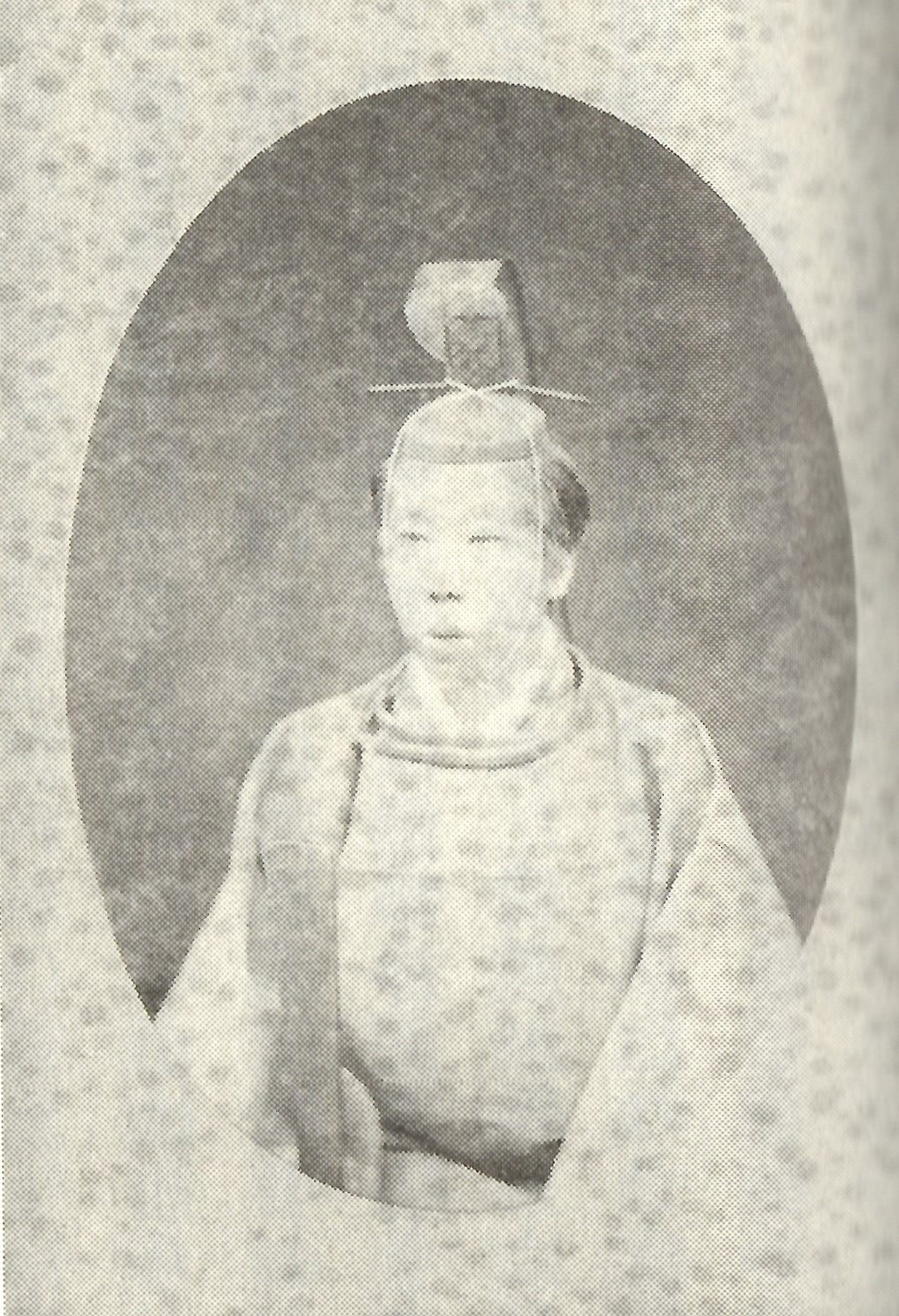
水谷川忠起

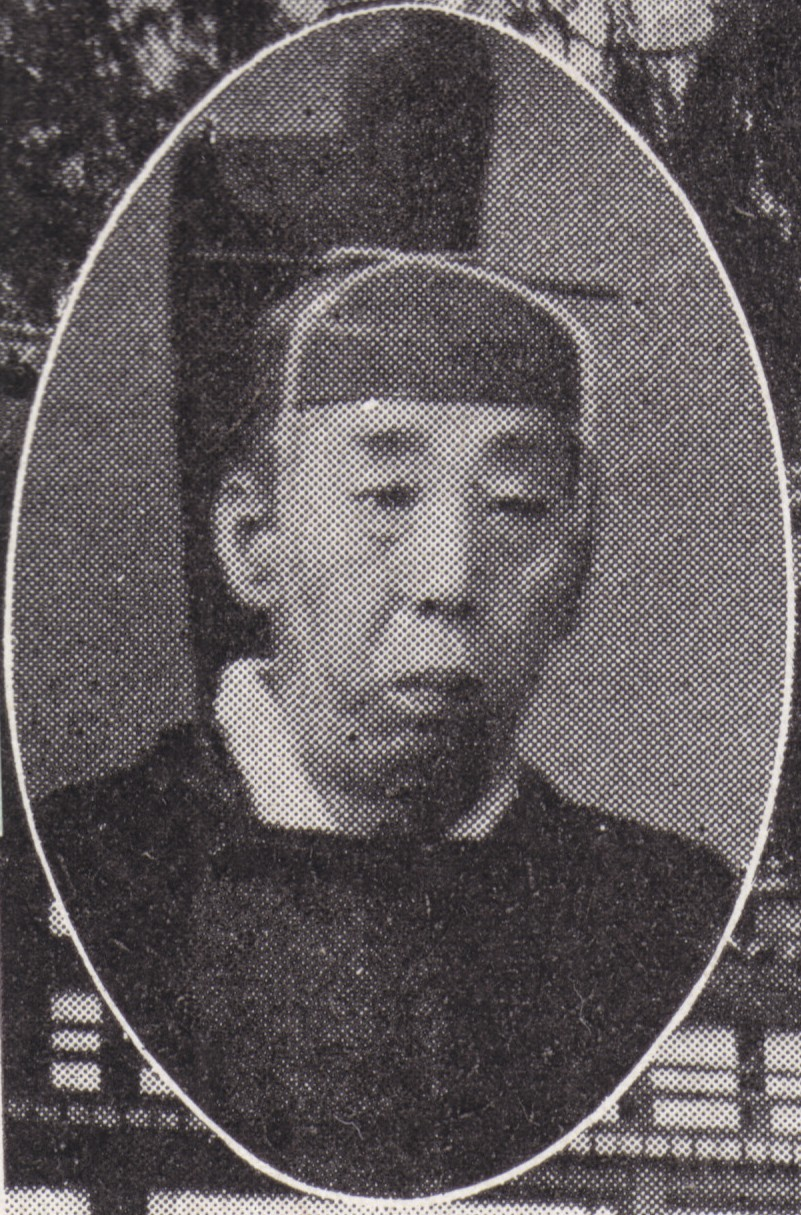
水谷川忠起（大正頃）

水谷川 忠起（みやがわ ただおき、嘉永元年3月17日（1848年4月20日） - 大正12年（1923年）5月25日）は、日本の僧侶、神職。還俗前は応昭（おうしょう）を名乗った。僧位・僧階は法印大僧正。
一乗院門跡（第42代）、春日大社宮司などを歴任した。

## 来歴
近衛忠熙の八男、母は薩摩藩主・島津斉興の養女（実妹）・興子。5歳で一乗院門跡の法嗣として仏門に入る。慶応4年（1868年）に還俗し、明治2年に華族に列した。同様に興福寺系寺院の住職から還俗して華族となった者らは、総称して奈良華族と呼ばれた。明治17年（1884年）には、華族令に基づき男爵となった。明治28年（1895年）、「水谷川」の家名を賜わり、春日大社宮司となる。

## 家族
- 妻：堯子（大谷光勝娘）
  - 女子：恭子（床次竹二郎夫人）
  - 養子：忠麿（近衛篤麿四男、、1902年8月27日-1961年5月20日）
  - 長男：忠順(1907年4月15日生、森本六兵衛養子[3])

## 系譜

### 水谷川家
水谷川家は、近衛忠熙の子である水谷川忠起を始祖とし、奈良華族として列せられた。

### 近衞家
近衞家は、藤原忠通の子である近衞基実を始祖とし、五摂家の一つであった。

### 皇室との関係
後陽成天皇の男系十世子孫である。後陽成天皇の第四皇子で近衛家を継いだ近衛信尋の男系後裔。

詳細は皇別摂家#系図も参照のこと。